# Сечовце (водосховище)
Сечовце (Sečovce) — водосховище на Трнавці; місце розташування — округ Требишів.
Площа 0,08-0,25 км2. Збудовано на Трнавці в 1970-х роках. Розташоване біля міста  Сечовце.